# Just the Way You Are (chanson de Billy Joel)
Singles de Billy Joel
New York State of Mind
(1976) Movin' Out (Anthony Song)
(1977)
Pour les articles homonymes, voir Just the Way You Are.
Just the Way you Are est une chanson interprétée par Billy Joel et paru sur l'album The Stranger en 1977.
La chanson est écrite comme un cadeau d'anniversaire pour sa première épouse, Elizabeth Weber. Paru en single, la chanson fut réduite d'une minute, supprimant notamment le second couplet et connut un énorme succès, atteignant la troisième place des charts américains et le top 20 des charts britanniques.
Mais au départ, Joel n'aimait pas personnellement cette chanson qui devait à l'origine ne pas faire partie de l'album. Toutefois, à la demande de Linda Ronstadt et de Phoebe Snow (l'une et l'autre enregistraient dans d'autres studios du même immeuble), Joel et le producteur Phil Ramone ont accepté de la laisser sur l'album. Elle a été inspirée musicalement par le hit I'm not in love de 10cc deux ans auparavant, en reprenant son clavier et ses chœurs, comme l'indique Phil Ramone.
Just the Way You Are fut récompensée du Grammy Award de la chanson de l'année en 1978.
En 2004, elle a reçu le Grammy Hall of Fame Award.
Depuis sa sortie, elle a connu de nombreuses reprises dont, notamment, Barry White, qui connaîtra également le succès mais en Grande-Bretagne, Diana Krall, Ahmad Jamal, Shirley Bassey, Frank Sinatra, Isaac Hayes, Will Martin et Harry Connick, Jr. Ce morceau a d'ailleurs été samplé par Daft Punk pour leur chanson High Fidelity présente sur leur album Homework.

## Classements hebdomadaires
| Classement (1977-1978)          | Meilleure place |
| ------------------------------- | --------------- |
| Australie (Kent Music Report)   | 6               |
| Canada (RPM Top Singles)        | 2               |
| États-Unis (Billboard Hot 100)  | 3               |
| États-Unis (Adult Contemporary) | 1               |
| Irlande (IRMA)                  | 7               |
| Nouvelle-Zélande (RMNZ)         | 6               |
| Royaume-Uni (UK Singles Chart)  | 19              |

## Certifications
| Pays              | Certification | Date       | Unités certifiées |
| ----------------- | ------------- | ---------- | ----------------- |
| États-Unis (RIAA) | 2 × Platine   | 19/11/2021 | 2 000 000         |
| Royaume-Uni (BPI) | Argent        | 21/01/2022 | 200 000           |

## Sources
- (en) Cet article est partiellement ou en totalité issu de l’article de Wikipédia en anglais intitulé « Just the Way You Are (Billy Joel song) » (voir la liste des auteurs).